# 藤原経衡
藤原 経衡（ふじわら の つねひら、寛弘2年（1005年） - 延久4年6月20日（1072年7月8日））は、平安時代中期から後期にかけての貴族・歌人。藤原北家真夏流、甲斐守・藤原公業の子。官位は正五位下・大和守。

## 経歴
後一条朝で蔵人所雑色を経て、長元4年（1031年）六位蔵人に補せられる。長元6年（1033年）左近衛少将・藤原資房と殿上にて乱闘に及び、経衡は殿上を除籍された。のち、大学頭や、甲斐守・筑前守・大和守などの受領を歴任し、位階は正五位下に至った。
後三条朝末の延久4年（1072年）6月20日卒去。享年68。

## 人物
和歌六人党の一人。勅撰歌人として『後拾遺和歌集』（8首）以下の勅撰和歌集に16首が入集。家集に『経衡集』があるほか、『経衡十巻抄』（散逸）を撰集した。治暦4年（1068年）後三条天皇の大嘗会において和歌を詠む。『権大納言源師房家歌合』『左京大夫道雅障子絵合』『祐子内親王家歌合』などに出詠した。

## 官歴
- 時期不詳：蔵人所雑色[3]
- 長元4年（1031年）　正月11日：六位蔵人[3]
- 長元6年（1033年） 12月21日：除籍[4]
- 長元7年（1034年） 10月21日：見前式部丞[3]
- 天喜2年（1054年） 3月：見筑前守[5]
- 時期不詳：正五位下。大学頭。甲斐守。大和守[2]
- 延久4年（1072年） 6月20日：卒去[2]

## 系譜
『尊卑分脈』による。
- 父：藤原公業
- 母：藤原敦信の娘
- 妻：慶滋為政の娘
  - 男子：藤原業綱または業経（?-1090）
  - 男子：藤原基国
- 生母不詳の子女
  - 男子：厳寛